# Cathédrale Notre-Dame-de-l'Assomption de Funchal
Pour les articles homonymes, voir Cathédrale Notre-Dame-de-l'Assomption.
La cathédrale Notre-Dame-de-l'Assomption de Funchal (en portugais : Sé Catedral de Nossa Senhora da Assunção), est un édifice religieux situé à Funchal, à Madère, au Portugal.
Elle se trouve dans le quartier Freguesia de Sé, nommé en référence à cet édifice religieux. 
Sé veut dire siège en portugais, la cathédrale étant le siège du diocèse de Funchal qui couvre toute la région autonome de Madère. Cette cathédrale de la fin du XVe siècle est l'un des rares édifices qui subsiste pratiquement intact depuis le début de la colonisation de Madère.

## Histoire
Dans les années 1490, Manuel Ier de Portugal envoie l'architecte Pêro Anes ou Gil Enes pour travailler à la conception de la cathédrale de Funchal. La structure est achevée en 1514 et l'église est consacrée la même année. Cependant, la cathédrale est déjà utilisée pour célébrer la messe lorsque Funchal est élevée au statut de ville en 1508. La flèche du clocher et quelques autres détails sont finalisés en 1517-1518.

## Structure
La cathédrale est conçue dans un style gothique et a trois nefs. Le bâtiment est construit avec des blocs de roches volcaniques transportés depuis les falaises de cap Girão, à savoir le trachy-basalte, la trachy-andésite, le trachyte, la téphrite, le lapilli et le tuf volcanique et des cendres. Les façades sont majoritairement enduites et peintes en blanc, avec des angles en pierre.
Le toit de la cathédrale, en bois de cèdre, est d'inspiration mudéjare. Les stalles en bois du chœur représentent des prophètes, des saints et des apôtres en costume du XVIe siècle. Les sièges et les accoudoirs sont décorés avec des scènes de la vie de Madère, tels que des chérubins portant un régime de bananes ou une bouteille de vin.
La cathédrale contient une croix de procession en argent offerte par le roi Manuel Ier , considérée comme l'un des chefs-d'œuvre de l'orfèvrerie liturgique manuéline.
Une statue du pape Jean-Paul II est située à l'extérieur de la cathédrale en mémoire de sa visite en 1991.

## Galerie

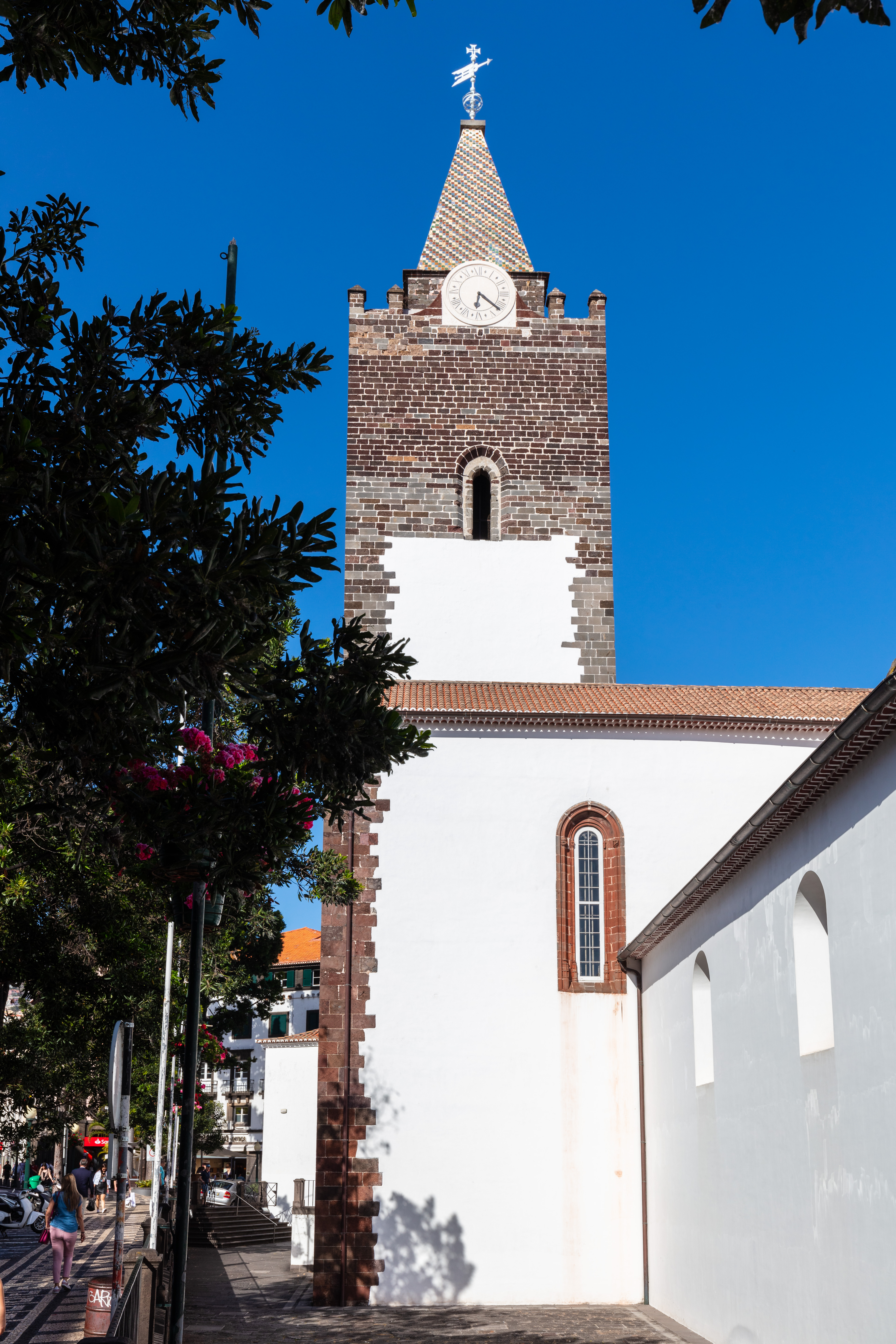
Clocher
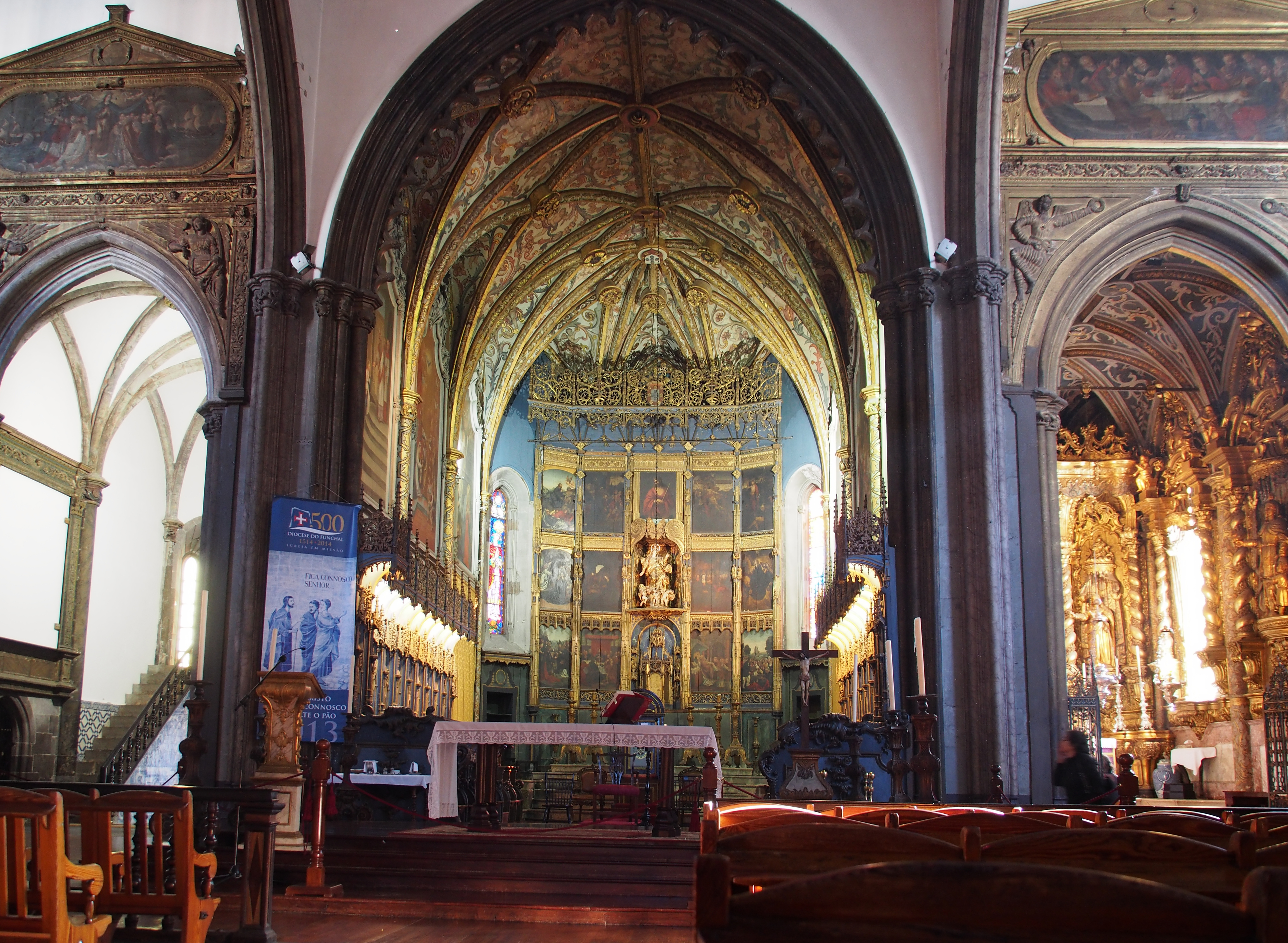
Autel
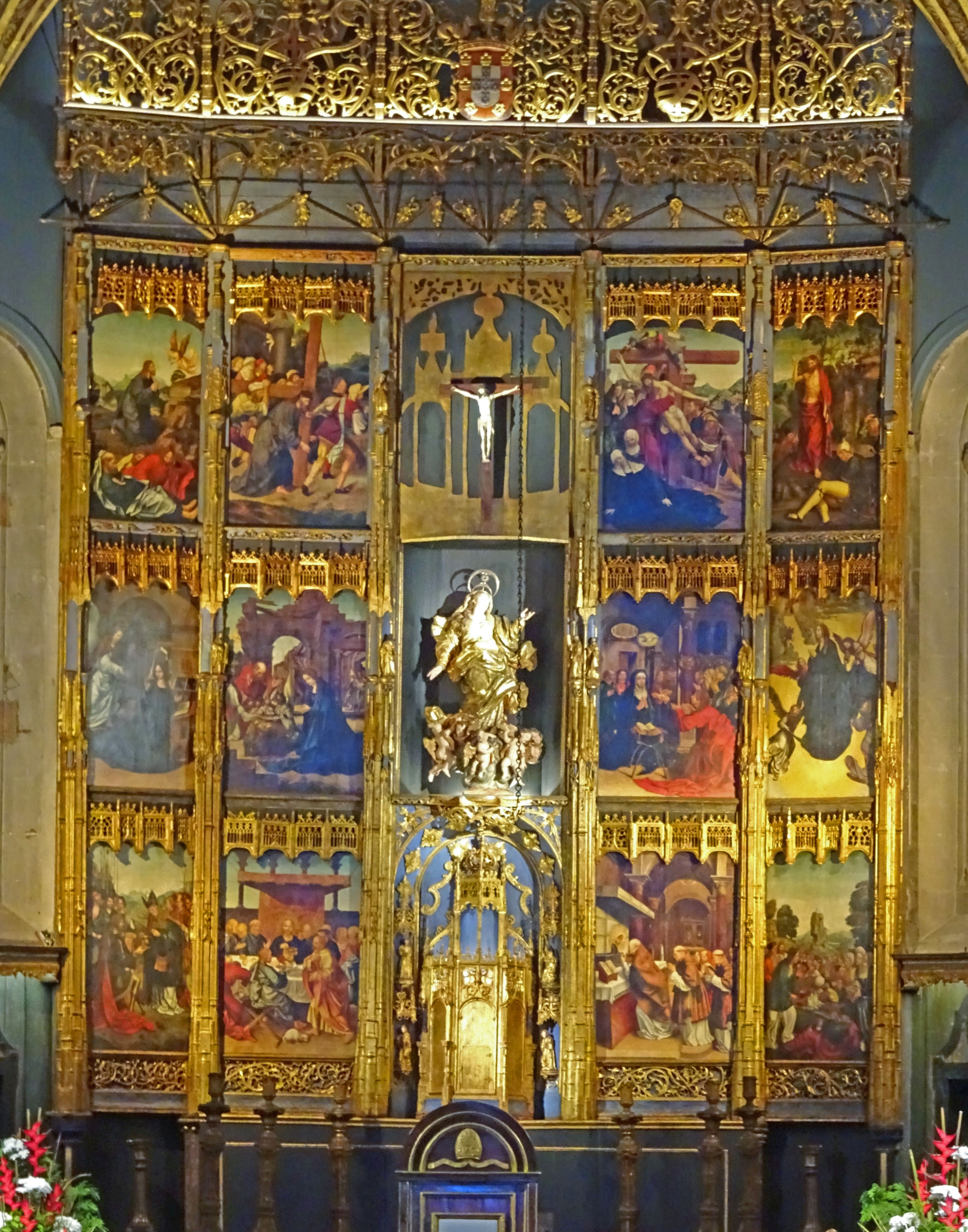
Maître-autel
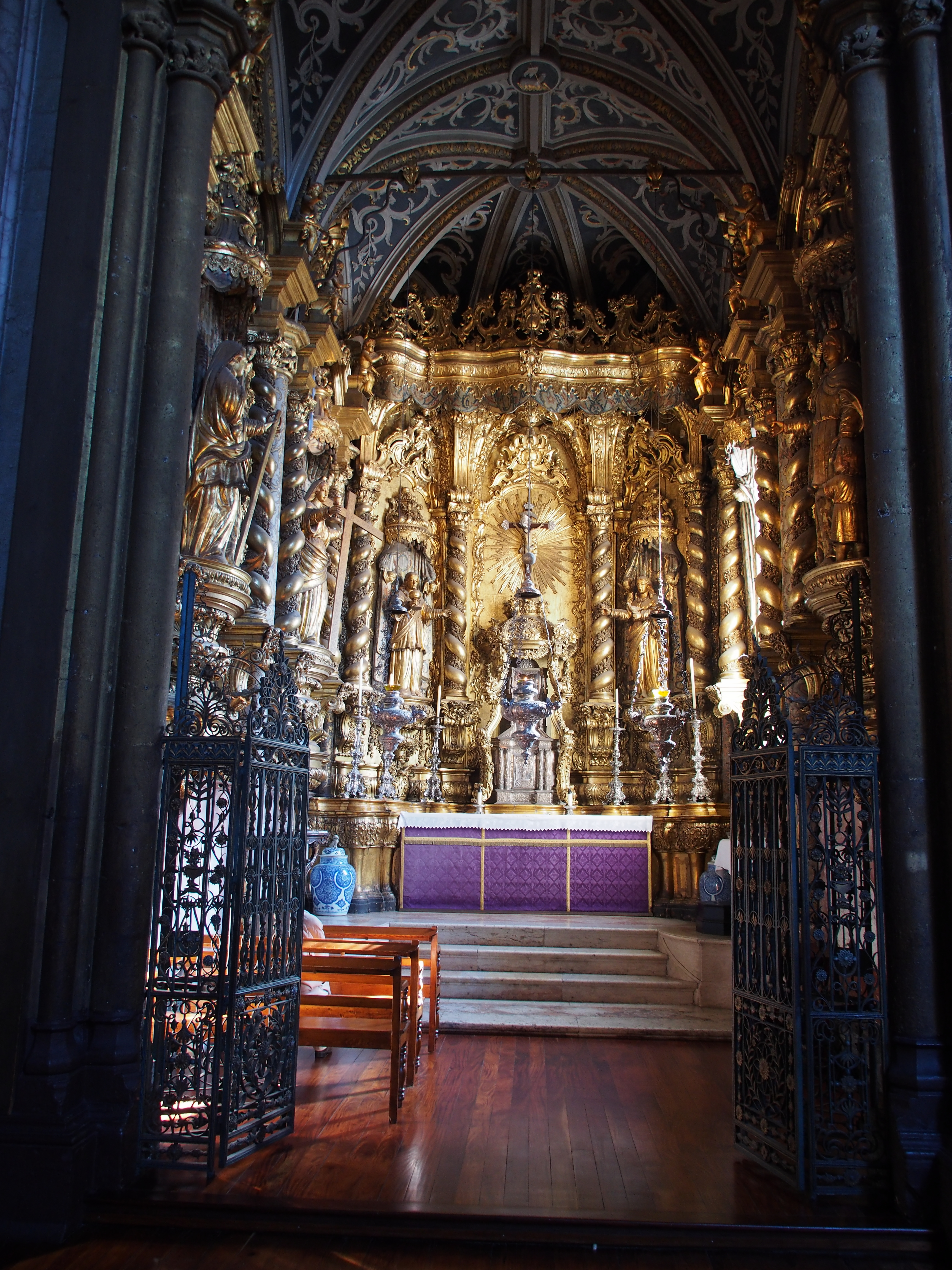
Chapelle
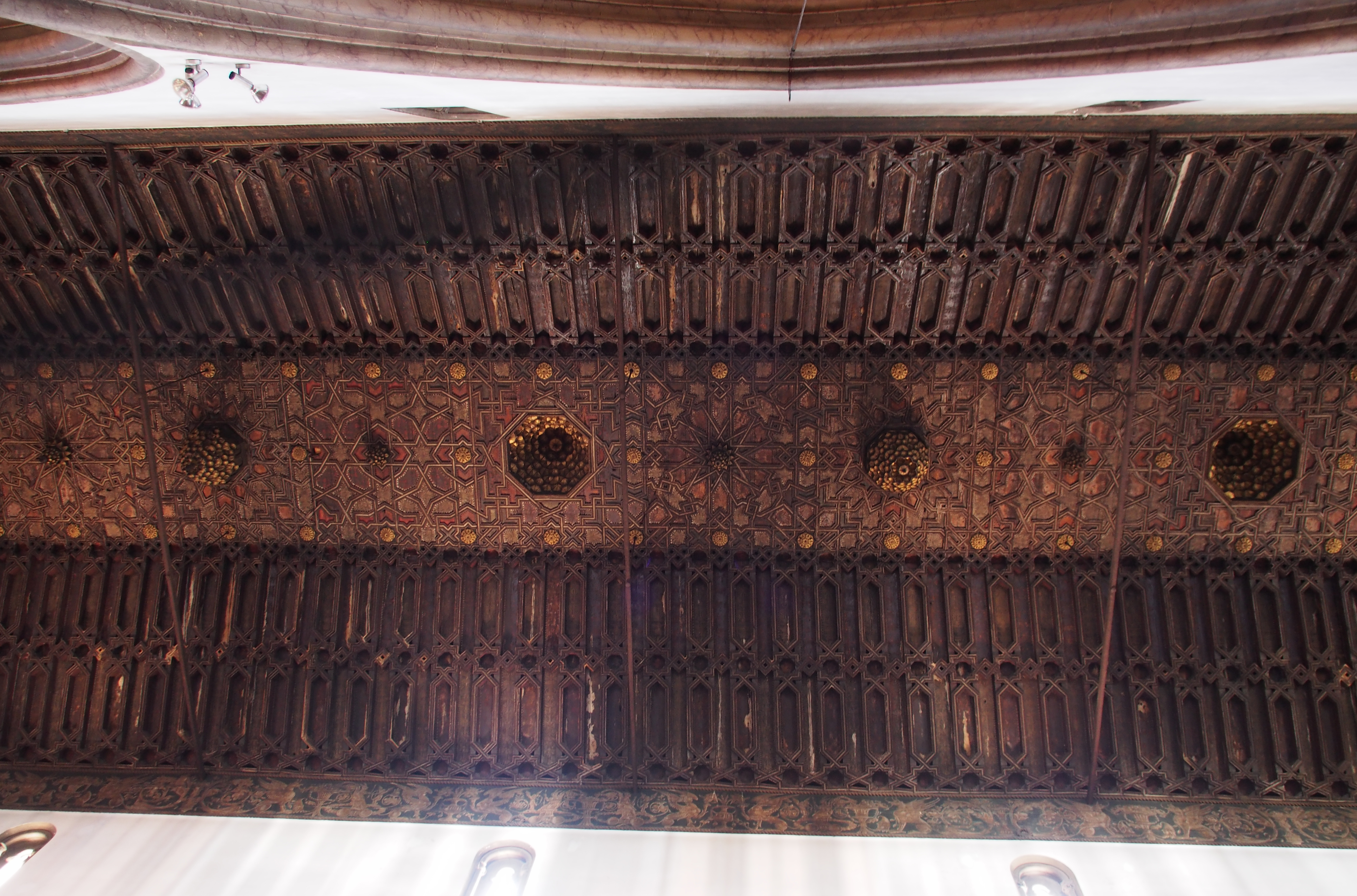
Toit de la nef
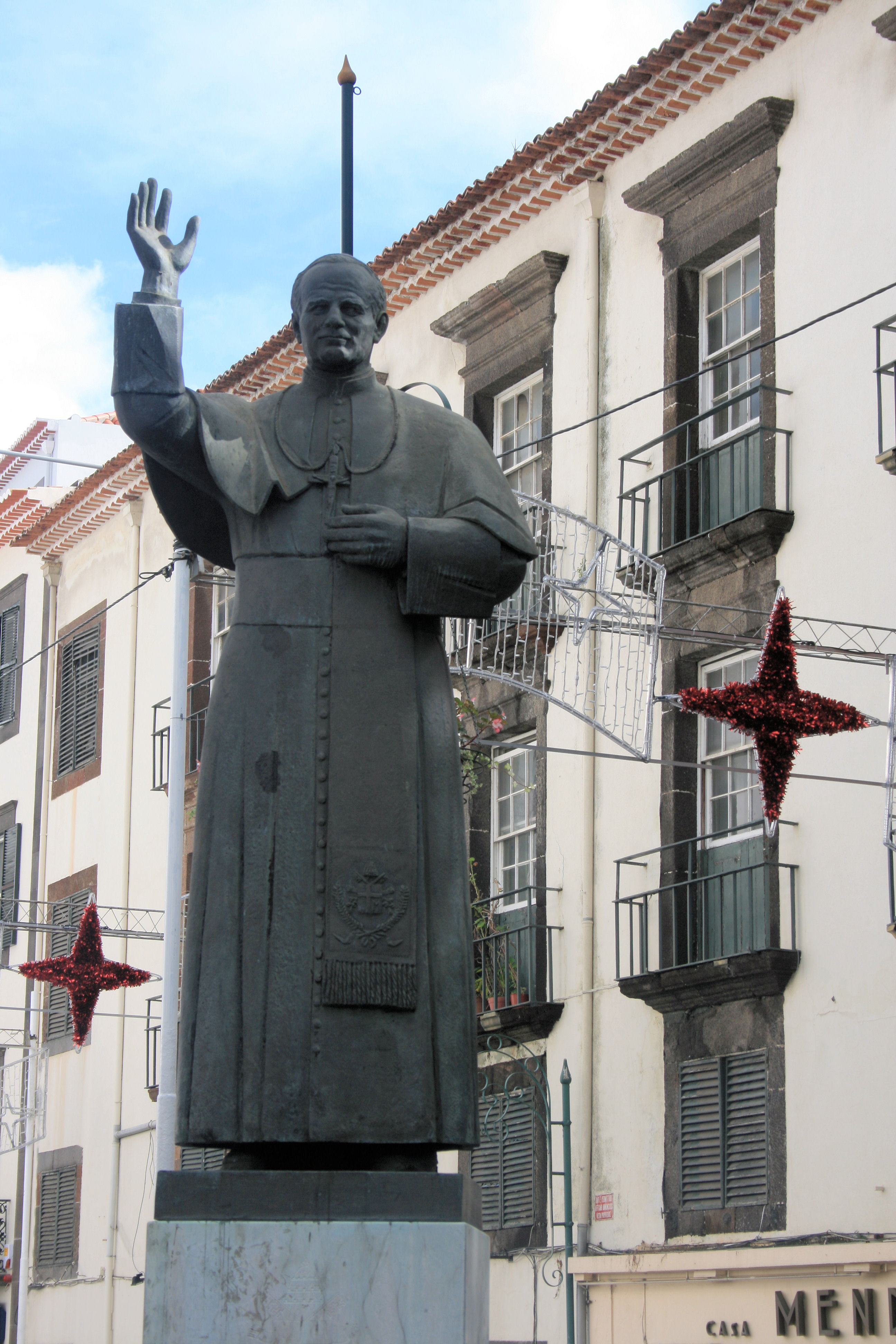
Statue du pape Jean-Paul II